# 伯特·立沙姆

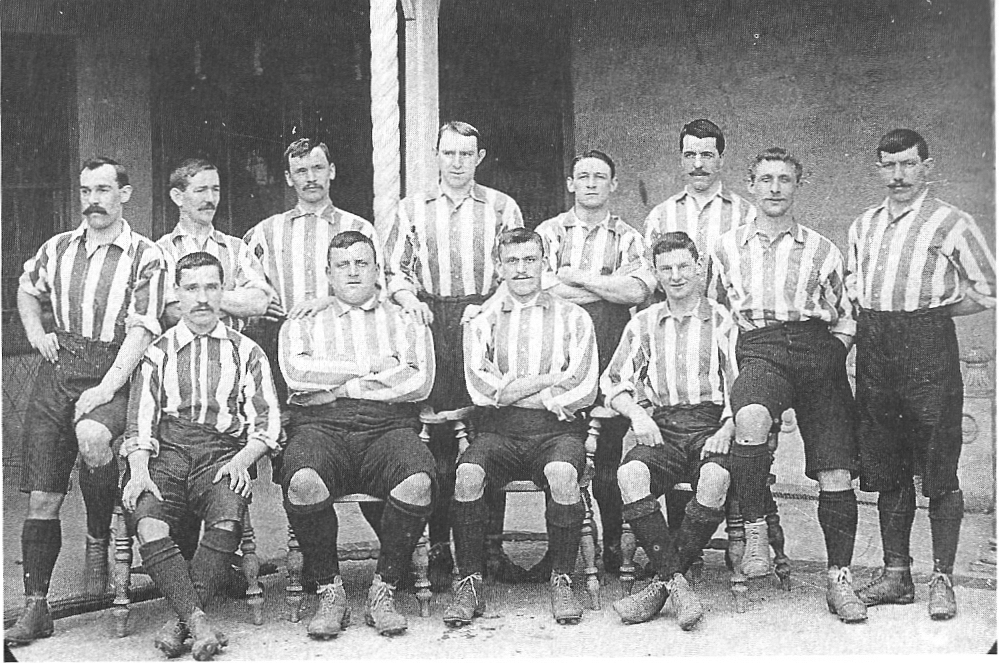
1901年足總杯亞軍得主，前排右一者就是立沙姆。

赫伯特·布魯厄爾·立沙姆（英語：Herbert Broughall Lipsham；1878年4月29日—1932年3月23日）是一位職業足球員，他在1902年效力錫菲聯時奪得英格蘭足總杯冠軍。

## 球會生涯
立沙姆在切斯特國王學校接受教育，他在家鄉球隊切斯特聖奧斯瓦德踢球，接著在1895年至1896年球季在車士打城亮相。他的三名兄弟都曾經在車士打效力，其中傑克·立沙姆在後來效力過利物浦。
在短暫效力羅克費里後，立沙姆在1898年至1899年以職業球員身份加盟克魯，並馬上確立了他的地位，、及錫菲聯都表達了對他的興趣。
克魯原本並不想放棄他，但大額的轉會費還是令他在1900年來到錫菲聯。這個時期的錫菲聯十分成功，他也是在「刀片」裡不可或缺的一員。他的個性文靜謙虛，行為端正，大力傳中是他的技術特點，令中鋒打進了不少球。在立沙姆的助陣下，錫菲聯在1902年4月28日的足總杯決賽重賽裡以2-1擊敗了 。他在1908年轉投富咸。

## 國家隊
立沙姆在1902年3月3日代表英格蘭對戰威爾斯。

## 其他
他擁有一所煙草店。他是英格蘭職業足球運動員協會的首位成員之一，後來他轉到加拿大協助當地發展足球。

## 榮譽
錫菲聯
- 英格蘭足總杯冠軍：1902年
- 英格蘭足總杯亞軍：1901年

## 註腳
1. ↑  （英文）. Soccer Base.   [2012-08-12]. （原始内容存档于2019-02-22）.
2. ↑  Sumner 1997，第18頁
3. ↑  Sumner 1997，第19頁
4. ↑  （英文）. Chester City.   [2012-08-13]. （原始内容存档于2008-02-15）.
5. ↑  （英文）. 11v11.   [2012-08-13]. （原始内容存档于2014-04-29）.